# 統計の日
統計の日（とうけいのひ）は、世界各国で独自の日に記念されている、統計の記念日である。

## 日本
1973年（昭和48年）7月3日の閣議了解によって10月18日に制定された。
明治3年9月24日（グレゴリオ暦1870年10月18日）に、日本で初めての近代的生産統計である府県物産表に関する太政官布告が公布されたことが由来となっており、国民の統計の重要性に対する関心と理解を深め、統計調査への一層の協力を得ることを目的としている。
総務省統計局で毎年統計の日の周知と統計に関する関心を高めることを目的としてポスターを作成しており、使用する標語については1990年（平成2年）から関係省庁及び地方公共団体等から募集している。
総務省や地方公共団体の統計担当部署では、この日前後に全国統計大会等の統計の啓発普及を目的とした各種行事を行っている。
- 統計局ホームページ

## インド
インドでは、同国の統計学者プラサンタ・チャンドラ・マハラノビスの誕生日である6月29日を統計の日としている。

## その他の国
国連統計局 (UNSD) は、103ヶ国の「統計の日」をリストアップしている。
| 国名                             | 日付                     | 備考 |
| -------------------------------- | ------------------------ | ---- |
| アルジェリア                     | 11月18日                 |      |
| アンゴラ                         | 11月18日                 |      |
| アンギラ                         | 10月15日（2009年）       |      |
| アンティグア・バーブーダ         | 10月15日（2009年）       |      |
| オーストラリア                   | 11月19日〜21日（2008年） |      |
| オーストリア                     | 10月10日（2009年）       |      |
| バハマ                           | 10月15日（2009年）       |      |
| バルバドス                       | 10月12日〜17日           |      |
| ベラルーシ                       | 8月23日                  |      |
| ベラルーシ                       | 8月23日                  |      |
| ベリーズ                         | 10月15日（2009年）       |      |
| ベナン                           | 11月18日                 |      |
| バミューダ                       | 10月15日（2009年）       |      |
| ボツワナ                         | 11月18日                 |      |
| イギリス領ヴァージン諸島         | 10月15日（2009年）       |      |
| ブルキナファソ                   | 11月18日                 |      |
| ブルンジ                         | 11月18日                 |      |
| カメルーン                       | 11月18日                 |      |
| カーボベルデ                     | 11月18日                 |      |
| ケイマン諸島                     | 1月（2009年）            |      |
| 中央アフリカ                     | 11月18日                 |      |
| チャド                           | 11月18日                 |      |
| マカオ                           | 10月20日（2007年）       |      |
| コロンビア                       | 5月12日                  |      |
| コモロ                           | 11月18日                 |      |
| コンゴ共和国                     | 11月18日                 |      |
| コスタリカ                       | 7月4日（2008年）         |      |
| コートジボワール                 | 11月18日                 |      |
| キューバ                         | 9月6日                   |      |
| チェコ                           | 5年毎                    |      |
| コンゴ民主共和国                 | 11月18日                 |      |
| ジブチ                           | 11月18日                 |      |
| ドミニカ国                       | 10月15日（2009年）       |      |
| エジプト                         | 11月18日                 |      |
| 赤道ギニア                       | 11月18日                 |      |
| エリトリア                       | 11月18日                 |      |
| エチオピア                       | 11月18日                 |      |
| ガボン                           | 11月18日                 |      |
| ガンビア                         | 11月18日                 |      |
| ドイツ                           | 9月15日〜19日            |      |
| ガーナ                           | 11月18日                 |      |
| グレナダ                         | 10月15日（2009年）       |      |
| ギニア                           | 11月18日                 |      |
| ギニアビサウ                     | 11月18日                 |      |
| ガイアナ                         | 10月15日（2009年）       |      |
| ハイチ                           | 10月15日（2009年）       |      |
| ハンガリー                       | 5月末                    |      |
| インド                           | 6月29日                  |      |
| インドネシア                     | 9月26日                  |      |
| イラン                           | 10月22日                 |      |
| イタリア                         | 12月15日〜16日           |      |
| ジャマイカ                       | 10月15日（2009年）       |      |
| 日本                             | 10月18日                 |      |
| カザフスタン                     | 11月8日                  |      |
| ケニア                           | 11月18日                 |      |
| レソト                           | 11月18日                 |      |
| リベリア                         | 11月18日                 |      |
| リビア                           | 11月18日                 |      |
| リトアニア                       | 9月6日                   |      |
| マダガスカル                     | 11月18日                 |      |
| マラウイ                         | 11月18日                 |      |
| マリ                             | 11月18日                 |      |
| モーリタニア                     | 11月18日                 |      |
| モーリシャス                     | 11月20日                 |      |
| モンゴル                         | 11月11日                 |      |
| モントセラト                     | 10月15日（2009年）       |      |
| モロッコ                         | 11月18日                 |      |
| モザンビーク                     | 11月18日                 |      |
| ナミビア                         | 11月18日                 |      |
| ニジェール                       | 11月18日                 |      |
| ノルウェー                       | 5年毎                    |      |
| フィリピン                       | 10月                     |      |
| ポーランド                       | 3月9日                   |      |
| ポルトガル                       | 5月23日                  |      |
| 韓国                             | 9月1日                   |      |
| ルーマニア                       | 7月第2日曜日             |      |
| ルワンダ                         | 11月18日                 |      |
| セントルシア                     | 10月15日（2009年）       |      |
| サントメ・プリンシペ             | 11月18日                 |      |
| セネガル                         | 11月18日                 |      |
| セーシェル                       | 11月18日                 |      |
| シエラレオネ                     | 11月18日                 |      |
| ソマリア                         | 11月18日                 |      |
| 南アフリカ共和国                 | 11月18日                 |      |
| スペイン                         | 4月                      |      |
| セントクリストファー・ネイビス   | 10月15日（2009年）       |      |
| セントビンセント・グレナディーン | 10月15日（2009年）       |      |
| スーダン                         | 11月18日                 |      |
| スリナム                         | 10月15日（2009年）       |      |
| エスワティニ                     | 11月18日                 |      |
| スイス                           | 10月18日〜20日           |      |
| タンザニア                       | 11月21日（2007年）       |      |
| タイ                             |                          |      |
| トーゴ                           | 11月18日                 |      |
| トリニダード・トバゴ             | 10月15日（2009年）       |      |
| チュニジア                       | 11月18日                 |      |
| トルコ                           | 5月9日                   |      |
| タークス・カイコス諸島           | 10月15日（2009年）       |      |
| ウガンダ                         | 11月18日                 |      |
| ウクライナ                       | 12月5日                  |      |
| ベトナム                         | 5月6日                   |      |
| ザンビア                         | 11月18日                 |      |
| ジンバブエ                       | 11月18日                 |      |

## 世界統計デー
国連統計委員会 (UNSC) は2010年に10月20日を国際デーとしての世界統計デー (World Statistics Day) と定めた。